# Iskra Jirsak
Iskra Jirsak (Zagreb, 28. svibnja 1987.) je hrvatska televizijska, filmska i kazališna glumica.

## Životopis
Iskra Jirsak rođena je 28. svibnja 1987. godine u Zagrebu. Završila je Akademiju Dramske Umjetnosti u Zagrebu. Godine 2010. zaigrala je lik protagonistice serije Najbolje godine.

## Filmografija

### Televizijske uloge
| Godina        | Naslov             | Uloga            | Bilješke              |
| ------------- | ------------------ | ---------------- | --------------------- |
| 2010. – 2011. | Najbolje godine    | Marta Elezović   | glavno-sporedna uloga |
| 2013.         | Počivali u miru    | Iva Marić        | gostujuća uloga       |
| 2013. – 2014. | Tajne              | Nena             | glavno-sporedna uloga |
| 2020.         | Crno-bijeli svijet | manekenka Nataša | gostujuća uloga       |
| 2024.         | U dobru i zlu      | Vesna            | gostujuća uloga       |

### Filmske uloge
| Godina | Naslov             | Uloga       | Bilješke        |
| ------ | ------------------ | ----------- | --------------- |
| 2009.  | Ta tvoja ruka mala | Djevojka #1 | gostujuća uloga |
| 2010.  | Zorgazam           | Ana         | gostujuća uloga |
| 2011.  | Fleke              | Lana        | gostujuća uloga |
| 2011.  | Kotlovina          | Danijela    | gostujuća uloga |
| 2013.  | Soba 3             |             | kratki film     |
| 2016.  | Zbog tebe          | Tanja       |                 |
| 2016.  | S one strane       | Marija      |                 |

### Sinkronizacija
| Godina | Naslov                                         | Uloga                                        | Bilješke |
| ------ | ---------------------------------------------- | -------------------------------------------- | -------- |
| 2014.  | Mumini                                         |                                              |          |
| 2017.  | Kako je Gru postao dobar                       | Valerija Da Vinci                            |          |
| 2019.  | Gospodin Link: U potrazi za izgubljenim gradom | Adelina Fortnight                            |          |
| 2019.  | Frka                                           | Rita                                         |          |
| 2021.  | Tom i Jerry                                    | Linda Perrybottom, žena i reporterka vijesti |          |
| 2021.  | Ne gledaj gore                                 | Kate Dibiasky                                |          |
| 2022.  | Crvena panda                                   | Helen                                        |          |
| 2022.  | Riverdance: Animirana pustolovina              | Margo                                        |          |
| 2022.  | Zemlja sna                                     | Agentica Green                               |          |
| 2022.  | Mačak u čizmama: Posljednja želja              | Kitty Meka Šapa                              |          |

## Nagrade
- 2015.: Nagrada hrvatskog glumišta, za dvije uloge u autorskim projektima Mirana Kurspahića "Potop" Teatra &TD te "ThisCasting" Teatra Rugantino.[1]

## Vanjske poveznice
- Iskra Jirsak (hrv.), (engl.)
- Iskra Jirsak u internetskoj bazi filmova IMDb-u (engl.)